# Festivali i Këngës
Le Festivali i Këngës est un concours de chanons albanais organisé par le diffuseur albanais RTSH depuis 1962. Ce concours sert de sélection nationale pour le Concours Eurovision de la chanson depuis 2004 date d'entrée de l'Albanie au concours.

## Gagnants

### Gagnants du concours
Le gagnant du concours représente l'Albanie au Concours Eurovision de la chanson de l'année suivante depuis 2003, excepté en 2022 et 2023.
| Année | Édition               | Artiste                                             | Chanson                    | Compositeur                       | Auteur                                |
| ----- | --------------------- | --------------------------------------------------- | -------------------------- | --------------------------------- | ------------------------------------- |
| 1962  | Festivali i Këngës 01 | Vaçe Zela                                           | Fëmija i parë              | Abdulla Grimci                    | Dionis Bubani                         |
| 1963  | Festivali i Këngës 02 | Nikoleta Shoshi                                     | Flakë e borë               | Tish Daija                        | Llazar Siliqi                         |
| 1964  | Festivali i Këngës 03 | Vaçe Zela                                           | Sot jam 20 vjeç            | Llazar Morcka                     | Dionis Bubani                         |
| 1964  | Festivali i Këngës 03 | Vaçe Zela                                           | Dritaren kërkoj            | Tonin Harapi                      | Llazar Siliqi                         |
| 1965  | Festivali i Këngës 04 | Tonin Tërshana                                      | Të dua o det               | Tonin Harapi                      | Mark Gurakuqi                         |
| 1966  | Festivali i Këngës 05 | Vaçe Zela                                           | Shqiponja e lirisë         | Pjetër Gaçi                       | Ismail Kadare                         |
| 1967  | Festivali i Këngës 06 | Vaçe Zela                                           | Këngë për shkurte vatën    | Ferdinand Deda                    | Ruzhdi Pulaha                         |
| 1968  | Festivali i Këngës 07 | Vaçe Zela                                           | Mësuesit hero              | Limoz Dizdari                     | Dritero Agolli                        |
| 1969  | Festivali i Këngës 08 | David Tukiçi                                        | Dhuratë për ditëlindje     | Nikolla Zoraqi                    | Fatos Arapi                           |
| 1970  | Festivali i Këngës 09 | Vaçe Zela                                           | Mesnatë                    | Shpëtim Kushta                    | Fatos Arapi                           |
| 1970  | Festivali i Këngës 09 | Gaqo Cako                                           | Shtëpia ku lindi partia    | Nikolla Zoraqi                    | Agim Shehu                            |
| 1971  | Festivali i Këngës 10 | Sherif Merdani                                      | Kënga e nënës              | Agim Prodani                      | Agim Shehu                            |
| 1972  | Festivali i Këngës 11 | Tonin Tërshana                                      | Erdhi pranvera             | Pjetër Gaçi                       | Fatos Arapi                           |
| 1973  | Festivali i Këngës 12 | Vaçe Zela                                           | Gjurmët e arta             | Kujtim Laro                       | Lirim Deda                            |
| 1974  | Festivali i Këngës 13 | Alida Hisku                                         | Vajzat e fshatit tim       | Enver Shëngjergji                 | Zhuliana Jorganxhi                    |
| 1975  | Festivali i Këngës 14 | Alida Hisku                                         | Buka e duarve tona         | Kujtim Laro                       | Xhevahir Spahiu                       |
| 1976  | Festivali i Këngës 15 | Vaçe Zela                                           | Nënë moj do pres gërshetin | Avni Mula                         | Hysni Milloshi                        |
| 1977  | Festivali i Këngës 16 | Vaçe Zela                                           | Gonxhe në pemën e lirisë   | Limoz Dizdari                     | Robert Shvarc & Zhuliana Jorganxhi    |
| 1978  | Festivali i Këngës 17 | Gaqo Çako                                           | Këputa një gjethe dafine   | Limoz Dizdari                     | Xhevahir Spahiu                       |
| 1979  | Festivali i Këngës 18 | Zeliha Sina & Liljana Kondakçi                      | Festë ka sot shqipëria     | Agim Prodani                      | Zhuliana Jorganxhi                    |
| 1980  | Festivali i Këngës 19 | Vaçe Zela                                           | Shoqet tona ilegale        | Agim Prodani                      | Zhuliana Jorganxhi                    |
| 1981  | Festivali i Këngës 20 | Ema Qazimi                                          | Krenari e brezave          | Feim Ibrahimi                     | Gjoke Beci                            |
| 1982  | Festivali i Këngës 21 | Marina Grabovari                                    | Një djep në barrikadë      | Avni Mula                         | Hysni Milloshi                        |
| 1983  | Festivali i Këngës 22 | Tonin Tërshana                                      | Vajzë moj, lule moj        | Luan Zhegu                        | Adelina Balashi                       |
| 1984  | Festivali i Këngës 23 | Gëzim Çela & Nertila Koka                           | Çel si gonxhe dashuria     | Vladimir Kotani                   | Arben Duka                            |
| 1985  | Festivali i Këngës 24 | Parashqevi Simaku                                   | Në moshën e rinisë         | Vladimir Kotani                   | Arben Duka                            |
| 1986  | Festivali i Këngës 25 | Nertila Koka                                        | Dy gëzime në një ditë      | David Tukiçi                      | Gjoke Beci                            |
| 1987  | Festivali i Këngës 26 | Irma Libohova & Eranda Libohova                     | Nuk e harroj               | Agim Krajka                       | Arben Duka                            |
| 1988  | Festivali i Këngës 27 | Parashqevi Simaku                                   | E duam lumturinë           | Pirro Çako                        | Agim Doçi                             |
| 1989  | Festivali i Këngës 28 | Frederik Ndoci, Manjola Nallbani & Julia Ndoci      | Toka e diellit             | Aleksander Peçi                   | Xhevahir Spahiu                       |
| 1990  | Festivali i Këngës 29 | Anita Bitri                                         | Askush s'do t'a besojë     | Flamur Shehu                      | Jorgo Papingji                        |
| 1991  | Festivali i Këngës 30 | Ardit Gjebrea                                       | Jon                        | Ardit Gjebrea                     | Xhankarlo Milone & Zhuliana Jorganxhi |
| 1992  | Festivali i Këngës 31 | Aleksandër Gjoka, Manjola Nallbani & Viktor Tahiraj | Pesha e fatit              | Osman Mula                        | Alqi Boshnjaku                        |
| 1993  | Festivali i Këngës 32 | Manjola Nallbani                                    | Kur e humba një dashuri    | Vladimir Kotani                   | Jorgo Papingji                        |
| 1994  | Festivali i Këngës 33 | Mira Konçi                                          | Të sotmen jeto             | Shpëtim Saraçi                    | Alqi Boshnjaku                        |
| 1995  | Festivali i Këngës 34 | Ardit Gjebrea                                       | Eja                        | Ardit Gjebrea                     | Xhevahir Spahiu                       |
| 1996  | Festivali i Këngës 35 | Elsa Lila                                           | Pyes lotin                 | Valentin Veizi                    | Enrjeta Sina                          |
| 1997  | Festivali i Këngës 36 | Elsa Lila                                           | Larg urrejtjes             | Valentin Veizi                    | Alqi Boshnjaku                        |
| 1998  | Festivali i Këngës 37 | Albërie Hadërgjonaj                                 | Mirësia dhe e vërteta      | Luan Zhegu                        | Arben Duka                            |
| 1999  | Festivali i Këngës 38 | Aurela Gaçe                                         | S'jam tribu                | Adrian Hila                       | Jorgo Papingji                        |
| 2000  | Festivali i Këngës 39 | Rovena Dilo                                         | Ante i tokës dime          | Ardit Gjebrea & Alfred Kaçinari   | Rovena Dilo                           |
| 2001  | Festivali i Këngës 40 | Aurela Gaçe                                         | Jetoj                      | Adrian Hila                       | Jorgo Papingji                        |
| 2002  | Festivali i Këngës 41 | Mira Konçi                                          | Brënda vetes më merr       | Shpëtim Saraçi                    | Pandi Laço                            |
| 2003  | Festivali i Këngës 42 | Anjeza Shahini                                      | Imazhi yt                  | Edmond Zhulali                    | Agim Doçi                             |
| 2004  | Festivali i Këngës 43 | Ledina Çelo                                         | Nesër shkoj                | Adrian Hila                       | Pandi Laço                            |
| 2005  | Festivali i Këngës 44 | Luiz Ejlli                                          | Zjarr e ftohtë             | Klodian Qafoku                    | Floran Kondi                          |
| 2006  | Festivali i Këngës 45 | Frederik & Aida Ndoci                               | Balada e gurit             | Adrian Hila                       | Pandi Laço                            |
| 2007  | Festivali i Këngës 46 | Olta Boka                                           | Zemrën e lamë peng         | Adrian Hila                       | Pandi Laço                            |
| 2008  | Festivali i Këngës 47 | Kejsi Tola                                          | Më merr në ëndërr          | Edmond Zhulali                    | Agim Doçi                             |
| 2009  | Festivali i Këngës 48 | Juliana Pasha                                       | Nuk mundem pa ty           | Ardit Gjebrea                     | Pirro Çako                            |
| 2010  | Festivali i Këngës 49 | Aurela Gaçe                                         | Kenga ime                  | Shpëtim Saraçi                    | Sokol Marsi                           |
| 2011  | Festivali i Këngës 50 | Rona Nishliu                                        | Suus                       | Florent Boshnjaku                 | Rona Nishliu                          |
| 2012  | Festivali i Këngës 51 | Adrian Lulgjuraj & Bledar Sejko                     | Identitet                  | Bledar Sejko                      | Eda Sejk                              |
| 2013  | Festivali i Këngës 52 | Herciana Matmuja                                    | Zemërimi i një natë        | Genti Lako                        | Jorgo Papingji                        |
| 2014  | Festivali i Këngës 53 | Elhaida Dani                                        | Diell                      | Aldo Shllaku                      | Viola Trebicka & Sokol Marsi          |
| 2015  | Festivali i Këngës 54 | Eneda Tarifa                                        | Përrallë                   | Olsa Toqi                         | Olsa Toqi                             |
| 2016  | Festivali i Këngës 55 | Lindita Halimi                                      | Botë                       | Klodian Qafoku                    | Gerald Xhari                          |
| 2017  | Festivali i Këngës 56 | Eugent Bushpepa                                     | Mall                       | Eugent Bushpepa                   | Eugent Bushpepa                       |
| 2018  | Festivali i Këngës 57 | Jonida Maliqi                                       | Ktheju tokës               | Eriona Rushiti                    | Eriona Rushiti                        |
| 2019  | Festivali i Këngës 58 | Arilena Ara                                         | Shaj                       | Darko Dimitrov & Lazar Cvetkovski | Lindon Berisha                        |
| 2020  | Festivali i Këngës 59 | Anxhela Peristeri                                   | Karma                      | Kledi Bahiti                      | Olti Curri                            |
| 2021  | Festivali i Këngës 60 | Ronela Hajati                                       | Sekret                     | Ronela Hajati                     | Ronela Hajati                         |
| 2022  | Festivali i Këngës 61 | Elsa Lila                                           | Evita                      | Elsa Lila                         | Elsa Lila                             |
| 2023  | Festivali i Këngës 62 | Mal Retkoceri                                       | Çmendur                    | Mal Retkoceri                     | Mal Retkoceri                         |
| 2024  | Festivali i Këngës 63 | Shkodra Elektronike                                 | Zjerm                      | Shkodra Elektronike               | Shkodra Elektronike                   |

### Gagnants du télévote Eurovision
En 2022 et 2023, le représentant de l'Albanie au concours de l'Eurovision n'est pas le gagnant du festival mais l'artiste ayant remporté le plus de voix au télévote.
| Année | Édition               | Artiste                   | Chanson       | Compositeur                   | Auteur         |
| ----- | --------------------- | ------------------------- | ------------- | ----------------------------- | -------------- |
| 2022  | Festivali i Këngës 61 | Albina & Familja Kelmendi | Duje          | Enis Mullaj                   | Erjona Rushiti |
| 2023  | Festivali i Këngës 62 | Besa Kokëdhima            | Zemrën n'dorë | Kledi Bahiti & Besa Kokëdhima | Rozana Radi    |

### Artistes remporté plusieurs fois le concours
| Artiste           | Victoires | Années                                                        |
| ----------------- | --------- | ------------------------------------------------------------- |
| Vaçe Zela         | 11        | 1962, 1964(x2), 1966, 1967, 1968 1970, 1973, 1976, 1977, 1980 |
| Aurela Gaçe       | 3         | 1999, 2001, 2010                                              |
| Elsa Lila         | 3         | 1996, 1997, 2022                                              |
| Manjola Nallbani  | 3         | 1989, 1992, 1993                                              |
| Tonin Tërshana    | 3         | 1965, 1972, 1983                                              |
| Gaqo Cako         | 2         | 1970, 1978                                                    |
| Ardit Gjebrea     | 2         | 1991, 1995                                                    |
| Alida Hisku       | 2         | 1974, 1975                                                    |
| Nertila Koka      | 2         | 1984, 1986                                                    |
| Mira Konçi        | 2         | 1994, 2002                                                    |
| Frederik Ndoci    | 2         | 1989, 2006                                                    |
| Parashqevi Simaku | 2         | 1985, 1988                                                    |